# Пино-гри
Пино́-гри (фр. pinot gris — «серый пино»), или Пино-гридж(и)о (итал. Pinot Grigio), или Граубургундер (нем. Grauburgunder) — технический (винный) сорт винограда, используемый для производства белых, реже розовых вин. Одна из точечных мутаций бургундского сорта пино-нуар, которая отличается от него только цветом ягод. Несмотря на то, что кожица ягод окрашена в красноватые оттенки, виноград этот относят к белым сортам.
На массовом рынке проще всего встретить ординарные сортовые вина из итальянского региона Венето: «лёгкие, почти водянистые, с освежающей, но мягкой кислотностью, нотами лимона, лайма, зелёного яблока, груши и белых цветов». Отличительной чертой сортовых вин считается лёгкая горчинка в послевкусии.

## Распространение
Пино-гри происходит из французских регионов Бургундия и Шампань, хотя возделывается теперь по всему миру. Вплоть до середины XX века пино-гри (именуемый бургундцами пино-бёро) с трудом отличали от пино-нуара, поэтому они часто соседствовали на бургундских виноградниках (придавая местным красным винам определённую мягкость и кислотность). Хотя пино-бёро (фр. Pinot Beurot) разрешён к использованию многими аппелласьонами Бургундии, на практике он почти исчез из этого региона.
С идентификацией данного сорта во Франции долгое время царила неразбериха, так как в долине Луары и в Савойе его ошибочно считали мальвазией (фр. Malvoisie), а в Эльзасе — токайским виноградом (фр. Tokay). Эльзасские виноделы отказались от данного названия только в 2008 году под давлением властей Венгрии.
В 1711 году негоциант Иоганн Зегер Руланд обнаружил этот сорт в Пфальце и принялся пропагандировать его в Германии, где он стал известен в его честь как «Руландер» (Ruländer). С тех пор, как было доказано тождество Руландера с французским пино-гри, немцы чаще именуют этот виноград бургундским серым (нем. Grauburgunder).
Из Германии виноград продолжил путешествие на восток Европы, в нынешнюю чешскую Моравию и в Словакию, где он до сих пор называется Руландовым серым (чеш. Rulandské šedé; словац. Rulandské sivé). В Австрии этот сорт винограда появляется значительно раньше — сюда он был завезён средневековыми монахами-цистерцианцами, откуда и происходит его местное название «Серый монах» (нем. Grauer Mönch).
В первое десятилетие XXI века массовый потребитель в США и других странах открыл для себя свежее и бодрящее пино-гриджо из северных районов Италии. Причиной международного успеха этого сорта (который на какое-то время превзошёл по популярности даже шардоне) считается повсеместное введение температурного контроля ферментации. За время бума на пино-гриджо площадь занятых им итальянских виноградников возросла с 3500 га в 1990 году до 17 280 га в 2010 году.
По состоянию на 2007 год пино-гри занимает (помимо Италии) значительное место на виноградниках Франции (2 582 га), Германии (4 413 га, то есть 4,1 % от общей площади виноградников), Австралии (2 469 га), Новой Зеландии (1 383 га), Австрии (300 га), Швейцарии (214 га), в Люксембурге, Румынии, Молдавии, Венгрии, Хорватии, Канаде, ЮАР, Китае, в Крыму и др. 

## Характеристики винограда

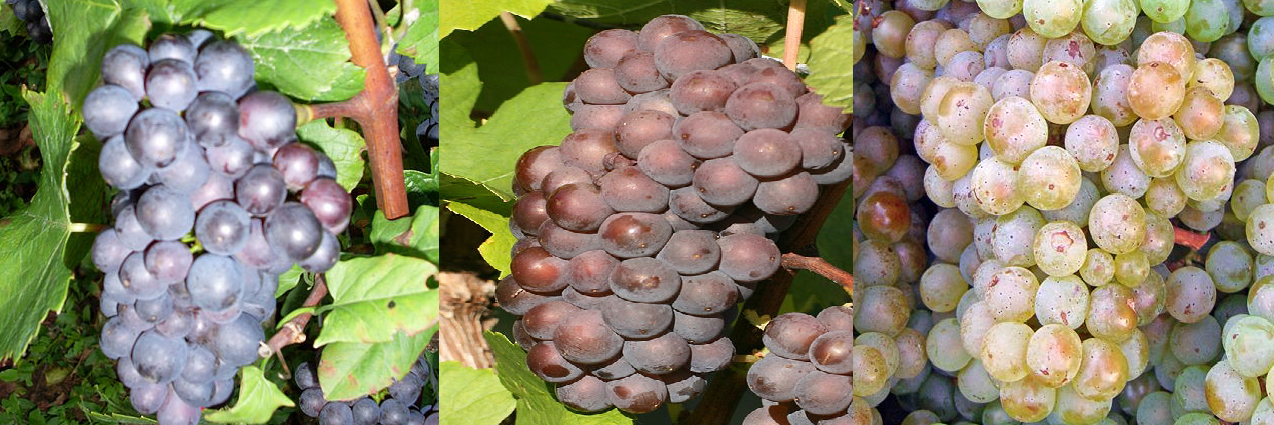
Слева направа: пино-нуар, пино-гри, пино-блан

Ягоды этого сорта винограда имеют форму от круглой до овальной, средней величины и на грозди плотно прилегают одна к другой. Цвет ягод — от розового до красного, созревшие ягоды иногда имеют серый оттенок. Кожица тонкая, но довольно прочная. Листья пятипалые, средней величины, округлы, тёмно-зелёного цвета. Края — зубчаты, поверхность — бугристо-грубоватая. Молодые листья покрыты волосками, которые позднее исчезают.
Виноград пино-гри созревает рано и довольно уязвим при ранних заморозках. В то же время его древовидная лоза хорошо переносит умеренные морозы Центральной Европы.

## Белые вина
Белые вина, получаемые из винограда пино-гри, различаются по своим характеристикам в зависимости от региона. Более спиртуозные и пряные вина характерны для Эльзаса, менее спиртуозные и более кислые вина — для севера Италии (где данный виноград собирают гораздо раньше, чем в Эльзасе). Большинство производителей Нового Света следует эльзасской технологии (и получает вина с довольно высоким содержанием алкоголя), тогда как производители Старого Света за пределами Эльзаса чаще следуют итальянским рецептам.

### Итальянский стиль

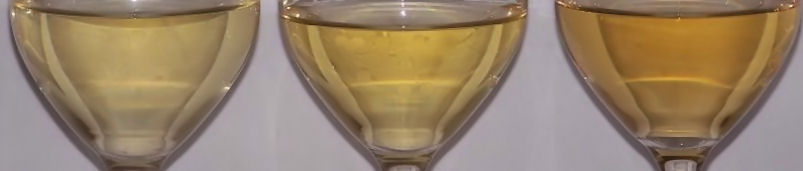
Слева направа: бледно-соломенное итальянское пино-гриджо, более насыщенное эльзасское пино-гри и оранжевое вино из пино-гри

Залогом успеха пино-гриджо в начале XXI века стали вина, выпущенные на северо-востоке Италии, главным образом в регионе Венето. Местные виноделы делают ставку на свежесть и урожайность, поэтому излишне серьёзных или ароматных вин не выпускают. Итальянский стиль вина из пино-гриджо освежающий, лёгкий, в лучшем случае с выраженной яблочной, грушевой или сидровой составляющей; чаще это «малоароматное, почти нейтральное вино со средней кислотностью и лёгким телом». Выдержка в дубе не применяется, вина выпускаются на рынок через считанные месяцы после сбора урожая и должны употребляться молодыми, пока их аромат не увял. Стиль не строго сухой, не редкость и полусухие вина. Такие вина предлагается подавать к рыбным блюдам или как аперитив. Сами итальянцы к пино-гриджо достаточно равнодушны, поэтому свыше 80 % продукции отправляется за рубеж (США, Великобритания, Япония и т. д.).
С 2017 года пино-гриджио с северо-востока Италии (Венето, Трентино, Фриуль) поступает на рынок под эгидой аппелласьона Pinot Grigio delle Venezie DOC, который требует от производителей вина уменьшения урожайности лоз и минимального содержания алкоголя в 11 %. В рамках аппелласьона выпускается от 70 до 85% всего итальянского пино-гриджо (не менее 300 млн. бутылок вина в год). До 15 % купажа могут давать иные сорта винограда, хотя используются они редко.
В верхней части бассейна реки Адидже вина из пино-гриджо совсем иные, более ароматные. Во Фриуле вино благодаря мацерации с мезгой получается объёмным, текстурным и тельным; цвет таких вин достаточно тёмный, отчего их называют «омеднёнными» (итал. ramato, разновидность оранжевого вина). Во многих странах Нового света пино-гри также считается предпочтительным сортом винограда для выработки оранжевых вин.

### Эльзасский стиль

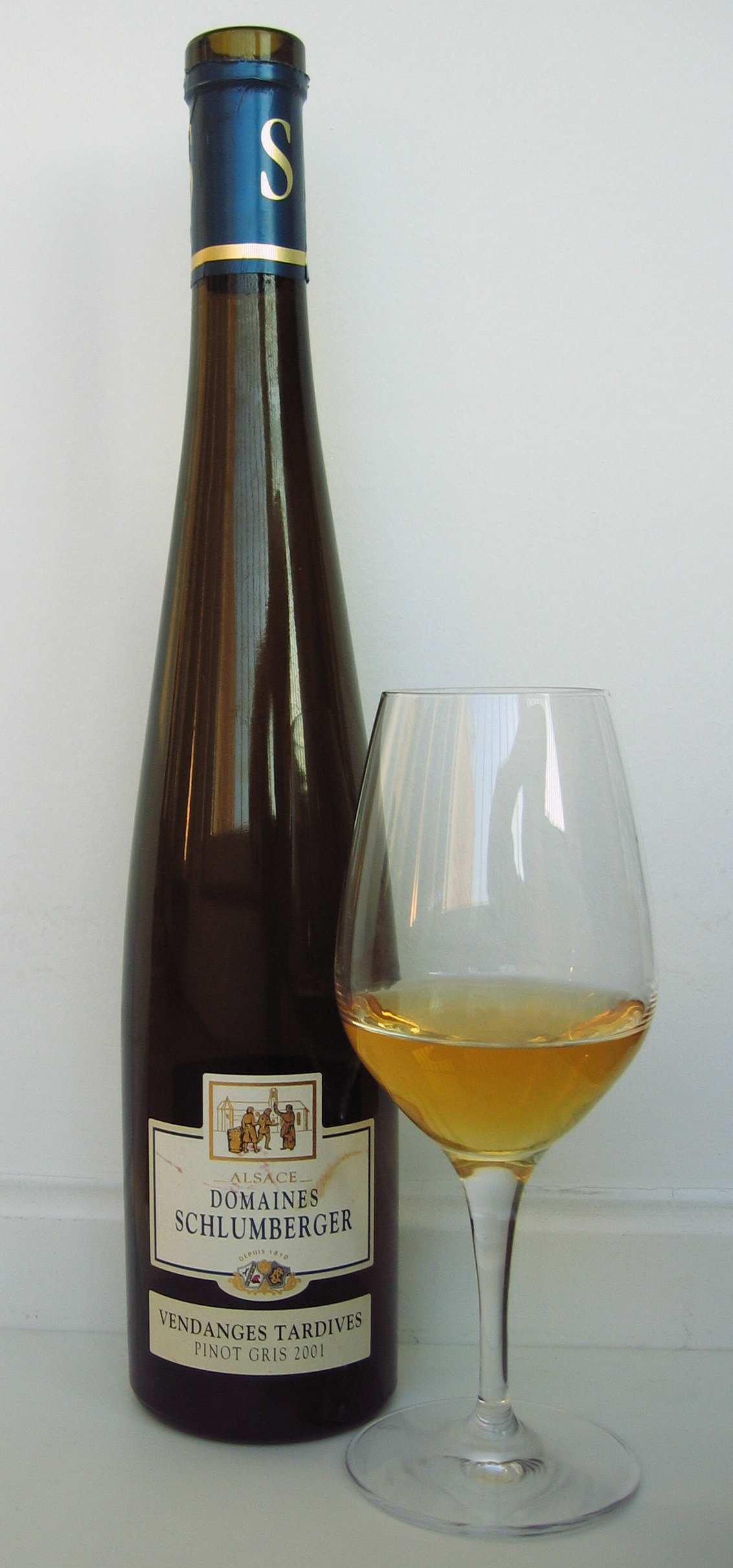
Эльзасское вино позднего сбора

В Эльзасе, Люксембурге, Савойе, швейцарском кантоне Вале и ряде других регионов белые вина из пино-гри выходят менее кислотными и сухими, чем типичное итальянское пино-гриджо, но зато существенно ароматнее и спиртуознее (нередко более 13,5 %). Чтобы вино получилось кремовым, некоторые винодельни выдерживают вино не просто в дубовых бочках, но и на осадке. Обычно применяется малолактическая ферментация. При длительном хранении в бутылке такое вино становится ещё более плотным, даже маслянистым, приобретая оттенки воска и мёда. По словам Северины Шлюмбергер (владелица одной из крупнейших виноделен): «эльзасский пино-гри чем-то напоминает персики: поначалу он плотный, даже жёсткий, но со временем становится мягче и слаще».
Традиционно виноград для эльзасских «токаев» (как называли такие вина) собирали довольно поздно с тем, чтобы (по аналогии с токайскими винами Венгрии) в их составе присутствовали заизюмленные ягоды, тронутые «благородной гнилью». Соответственно, такие вина позднего урожая были как минимум полусухими, а часто и более сладкими. В последние десятилетия всё больше производителей собирают виноград раньше с тем, чтобы получить достаточно сухое вино.

## Розовое вино
Благодаря биохимическому эффекту «розовения» (англ. pinking) из этого белого сорта можно получить розовые вина. Например, так производится крымское вино «Пино-гри Ай-Даниль». Пинкингу (розовению) подвержены и некоторые другие сорта белого винограда.

## Синонимы
- Affumé
- Anche cendrée
- Arnaison gris
- Arnoison gris
- Aserat
- Auvergnas gris
- Auvergne gris
- Auvernas gris
- Auvernat gris
- Auvernet
- Auxerrat
- Auxerrois gris
- Auxois
- Baratszinszolo
- Bayonner
- Beurot
- Biliboner
- Blauer Riesling
- Blauer Traminer
- Borgogna grigio
- Burgundac sivi
- Burgundske sede
- Burgundske sive
- Burot
- Casper
- Champagner
- Claevner roth
- Cordelier gris
- Cordonnier gris
- Crvena klevanjka
- Druher
- Drusen
- Drusent
- Druser
- Edelclaevner
- Edelklevner
- Enfumé
- Faultraube
- Fauvet
- Friset
- Fromenteau gris
- Fromentot
- Grau Clevnet
- Grauclevner
- Grauer Burgunder
- Grauer Claevner
- Grauer Klevner
- Grauer Mönch
- Grauer Riesling
- Grauer Rulander
- Grauer Tokayer
- Grauklaeber
- Grauklaevner
- Grauklevner
- Graburgunder (датское)
- Gris commun
- Gris cordelier
- Gris de Dornot
- Griset
- Hamsas szollo
- Hamuszolo
- Hamvas szolo
- Kapuzinerkutten
- Klebroth
- Kleiner Traminer
- Kleingrau
- Klevanjka
- Klevanjka crvena
- Klevner rot
- Levraut
- Malvasier grau
- Malvoisie или Malvoisien
- Mauserl
- Mausfarbe
- Mönch grau
- Molvoisie valais
- Moreote gris
- Moreote gris rouge
- Murys
- Muscade
- Musler
- Noirien gris
- Ouche cendrée
- Petit gris
- Pineau cendré
- Pineau gris
- Pinot Beurot
- Pinot burot
- Pinot cendre
- Pinot franc
- Pinot gris
- Pinot grigio
- Pinot seryi
- Piros kisburgundi
- Pirosburgundi
- Pyzhik
- Rauchler
- Raulander
- Raulander
- Rehfahl
- Reilander
- Rheingau
- Rheingrau
- Rheintraube
- Riesling grau
- Rohlander
- Rolander
- Rollander
- Rolonder Drusen
- Roter Burgunder
- Roter Clewner
- Roter Klevner
- Rothe Savoyertraube
- Rother Claevner
- Rother Clevner
- Rother Clewner
- Rother Drusen
- Rother Klaevener
- Rother Klaevner
- Rother Klevner
- Rother Rulander
- Rothfrankisch
- Rouci sedive
- Rulander
- Rulender
- Rulander sivi
- Rulanda
- Rulandac sivi
- Ruhlandi
- Rulander
- Rulandske sede
- Ryjik
- Ryzik
- Schieler
- Speierer
- Speirer
- Speyeren
- Speyerer
- Speyrer
- Spinovy hrozen
- Stahler
- Strahler
- Szurke kisburgundi
- Szurke Klevner
- Szurkebarat
- Tockay gris
- Tockayer
- Tokay
- Tokay d’Alsace (ранее)
- Tromenteau gris
- Valais
- Viliboner
- Villibroner
- Vinum Bonum
- Wilibroner и Zelenak